# Световен фонд за природата
„Световен фонд за природата“ (на английски: World Wild Fund), съкратено СВП (WWF), Световен фонд за дивата природа (World Wildlife Fund for Nature) до 1986 г., е международна неправителствена организация.
Създадена е в Швейцария през 1961 г. от природозащитници, с първоначално име Световен фонд за дивата природа, което и до днес е официалното име на организацията в САЩ и Канада.
Занимава се с проекти срещу влошаване на състоянието на околната среда и за намаляване последиците от антропогенния фактор. Основните цели на организацията са:
- запазване на биологичното разнообразие;
- устойчивото използване на възобновяеми природни ресурси;
- намаляване замърсяването и прекомерното потребление.

Основни принципи в постигането на целите са: диалог между участващите страни, намирането на решения както на регионално, така и на международно политическо ниво. Основен метод в постигането на целите е включването на местни общности в планирането и осъществяването на проектите, проявата на уважение към културните и икономическите им интереси.
СВП е най-голямата организация за опазване на природното богатство, с над 5 милиона души членове. Дейността ѝ обхваща повече от 100 държави, включително и България (вкл. организацията WWF България), а броят на проектите, по които работи организацията в цял свят, е около 3000.
През 2005 г. членовете на организацията са инвестирали около 362 милиона евро в повече от 2000 проекта за опазване на околната среда по цял свят, както и в България, а от 1985 г. насам – над 1,165 милиарда долара в повече от 11 000 проекта в 130 държави. Средствата, които се предоставят от дарителите на СВП, се водят на строг отчет и се използват максимално ефикасно за осъществяването на различните природозащитни проекти. СВП е фондация, финансирана от физически лица – 55%, от междуправителствени и правителствени структури като Световна банка, Департамент за международно развитие и Агенцията за международно развитие (САЩ) – 19%.

## История
След посещение с научно-консултантска цел в Източна Африка през 1960 г. бъдещият основател на СВП сър Джулиън Хъксли (Julian Huxley) (известен биолог и първи директор на ЮНЕСКО, публикува статии в британския седмичник „Observer“, предупреждаващи британското общество за истинските мащаби на унищожението на природата в Източна Африка. Видни бизнесмени, еколози и други британски природозащитни организации, заинтересовани от проблема, предлагат подкрепата си, за да се наберат средства за разрешаването му. Идеята за фонд в подкрепа на застрашените животински видове първоначално е предложена на Хъксли от Виктор Столън (Victor Stolan) в отговор на статиите в „Observer“. Това предложение кара Хъксли да свърже Виктор Столан с Макс Никълсън (Max Nicholson) – природозащитник и орнитолог, човекът, който всъщност измисля името на организацията. СВП е основана на 29 април 1961 г. под името World Wildlife Fund, а първият офис на организацията отваря врати на 11 септември същата година в град Морж, Швейцария.
СВП основава офиси и провежда операции по целия свят. От самото начало СВП работи чрез набиране на средства и предоставянето им на вече съществуващи неправителствени организации, като се основава на най-доброто налично научно познание и първоначално се фокусира върху опазването на застрашени видове. С времето наличните ресурси се увеличават и това позволява на СВП да разшири дейността на операциите си и в други области, като опазване на биологичното разнообразие, устойчиво използване на природните ресурси, намаляване на замърсяването и изменението на климата. Организацията започва да провежда и свои собствени кампании и да разработва проекти за опазване на природата, а от 1980-те години подходът ѝ към опазването става все по-стратегически.
През 1986 г. организацията променя името си на World Wide Fund for Nature, за да отразява по-добре обхвата на дейността ѝ, но запазва същите инициали. Организацията продължава да функционира под първоначалното си име в Съединените щати и Канада.
Учени от СВП в сътрудничество с регионални експерти от целия свят идентифицират 238 екорегиона, представляващи биологично най-отличителните сухоземни, сладководни и морски местообитания на планетата. Екорегионите са определени чрез сравнителен анализ на биоразнообразието, който обхваща всички основни типове местообитания, с площ 5 континента и всички световните океани. Този сравнителен анализ по думите на организацията е първи по рода си. В началото на 2000 г. работата на СВП е фокусирана върху част от тези региони и по-конкретно върху запазването на горски, сладководни и морски местообитания и опазването на застрашени видове, върху промените в климата и отстраняването на най-токсичните химикали. През 1996 г. организацията придобива от ЮНЕСКО общ консултативен статут. От 1998 г. насам СВП публикува т.нар „Доклад за живата планета“. Този доклад представлява проучване, основано на индекса на „живата планета“ (LPI) и изчисления за екологичния отпечатък. Докладът на СВП е водещият научно – базиран доклад за състоянието на планетата и въздействието от човешката дейност.
| „                                                              | Няма да спасим всичко, което бихме искали, но ще спасим много повече, отколкото ако изобщо никога не се опитаме. | “ |
| Сър Питър Скот (Sir Peter Scott), един от основателите на СВП. | |   |

## Цели
Световният фонд за дивата природа цели да изгради устойчиво бъдеще и да спре унищожаването на естествената биологична среда на Планетата. Приоритетите на организацията са разделени в 6 категории:
1. Опазване на застрашените видове по света
2. Опазване на океаните
3. Възстановяване на горите
4. Опазване и реставриране на реките и речните системи
5. Усилена работа за овладяване на глобалното затопляне до 1,5 °C
6. Трансформиране на системите за храна в устойчиви системи

## Дейност
Стратегията на СВП за постигане на нейната мисия е съсредоточена специално върху възстановяването на популациите, на 36 вида (видове или групи от видове, които са важни за екосистемата или за хората – например: слоновете, рибата тон, китовете, делфините и морските свине) и намаляването на екологичния отпечатък в 6 области (въглеродни емисии, обработваема земя, пасища, риболов, горско стопанство и вода).
Организацията работи и по редица глобални проблеми като загуба на биоразнообразието и неустойчивото използване на природните ресурси, включително финансовите и бизнес практики, законите и начините на консумация. Местните офиси на организацията работят и по национални или регионални въпроси. СВП има и активни проекти в България на местно ниво, свързани с опазване на природното богатство.
СВП работи с голямо разнообразие от обществени групи за постигането на своите цели. Сътрудници на организацията могат да бъдат: други НПО, националните правителства, местни и глобални бизнеси, инвестиционни банки, учени, рибари, фермери и местни общности. Организацията също така провежда обществени кампании за информиране на широката общественост и оказване на влияние върху лидерите на мнение, и се стреми да образова хората за това как да водят по-екосъобразен начин на живот.

## Лого
Логото на СВП е вдъхновено от пандата Чи Чи, която е прехвърлена от Пекинския в Лондонския зоопарк три години преди основаването на организацията. По това време Чи Чи е единствената гигантска панда живееща на Запад, което я прави много известна – този факт, наред с физическите характеристики на пандата и статута ѝ на застрашен вид, я превръщат в силен и разпознаваем символ, преодоляващ всички езикови бариери. Освен това организацията има нужда от лого, което да бъде достатъчно въздействащо и в черно-бял печат. Логото е проектирано от сър Питър Скот, по предварителните скици на германския натуралист Джералд Уотърсън.
Логото е леко опростено и направено по-геометрично през 1978 г., а през 1986 г. отново е преразгледано – по времето, когато организацията променя името си. Новата версия е с изцяло черни очи и премахнат общ контур на пандата. През 2000 г. е направена промяна в шрифта, използван за инициалите „WWF“ в логото.

## Подход
От 2008 г. стратегията на СВП се фокусира върху:
- възстановяването на популациите на 37 вида от растителния и животинския свят (видове или групи от видове, които имат съществено значение за екосистемите, към които принадлежат, или са особено важни за хората. Такива са например слоновете, китоподобните, кактусовите и други);
- запазването на 35 екорегиона с глобално значение, в това число Арктика, Черноморския басейн, Мадагаскар и други;
- намаляване на екологичния отпечатък на хората в 5 приоритетни области (въглеродни емисии / енергия / климат, риболов, води, земеделие, гори / лесовъдство).

На местно ниво офиси на организацията работят по национални и регионални природни проблеми.
За постигането на целите си СВП работи с много различни групи, в това число други неправителствени организации, правителства, представители на бизнеса, инвестиционни банки, учени, рибари, фермери и местни общности. СВП също така се ангажира с обществени кампании, влияещи при взимането на важни решения, и има за цел да образова хората как да живеят по по-екосъобразен начин.

## Критика
Към организацията са отправяни също така различни критики, напр. че прекалено тесните взаимоотношения с големи корпорации като Coca-Cola, Lafarge, IKEA са недостатъчно прозрачни за обществеността и дарителите, а също и това, че само през 2010 г. е получила дарения на стойност 65 милиона евро от тях (11% от общия доход от дарения).
През юни 2011 г. документален филм по немската телевизия ARD разкрива отношенията на СВП със скандалната ГМО-компания Monsanto, чието производство на генномодифицирана соя е подкрепяно и одобрявано от СВП , като по този начин се представя положителен имидж на Monsanto .
Освен това най-големите критики са срещу проект на СВП в Борнео, за който организацията е събирала дарения за спасяване на маймуни, но на практика средствата са инвестирани в създаване на плантация за палмово масло, заради която всъщност въпросните маймуни са изчезнали.
Във филма се задава въпросът дали целите на СВП са опазване на природата или сътрудничество с корпорациите.